# Ким Чен Нам
Ким Чен Нам (чосонгъл: 김정남) е най-възрастният син на севернокорейския лидер Ким Чен Ир и на първата му съпруга – Сон Хие-рим.

## Биография
През 1998 г. е назначен на висок пост в министерството на обществената сигурност в КНДР, затова често е спряган като евентуален наследник на Ким Чен Ир. Въпреки това през 2001 г. е задържан и депортиран в Китай, опитвайки се да влезе в Япония с фалшив паспорт за да посети Дисниленд.
Живее в Макао със семейството си, където се занимава предимно с хазарт.
Ким Чен Нам умира в Малайзия през февруари 2017 г. при съмнителни обстоятелства. Смята се, че е отровен от две жени, които го напръскват по лицето на международното летище в Куала Лумпур. Спекулира се, че са севернокорейски агенти.